# Carl Galle
Carl Galle (né le 5 octobre 1872 à Berlin ou Königsberg ; mort le 18 avril 1963 à Pankow, Berlin-Est) était un coureur de demi-fond allemand.

## Biographie
En 1895, Carl August Engelbert Galle remporte à Halensee un 3000 mètres en 9 min 52 devant Friedrich Traun. La semaine suivante à Hambourg, il s'adjuge un Mile en 4 min 51. Avec Fritz Hofmann et Kurt Doerry, il fait ainsi partie des meilleurs athlètes d'Allemagne et se voit sélectionné pour participer aux Jeux olympiques de 1896 à Athènes.
En Grèce, Galle participe à la course du 1 500 mètres. Il termine quatrième, loin derrière l'Australien Edwin Flack, l'Américain Arthur Blake et le Français Albin Lermusiaux avec un temps estimé à 4 min 39. Il devait aussi s'inscrire dans d'autres disciplines dont le marathon mais en fut dissuadé sur les conseils d'un de ses compatriotes. Il devait disputer le tournoi de tennis avec Traun mais déclara forfait.
Galle a également joué cricket, au tennis mais aussi au football pour le BFC Germania 1888 de 1894 à 1899. À l'origine, il devait participer aux Jeux olympiques de 1896 en tant que footballeur, mais le tournoi de football prévu n'a jamais eu lieu, ce qui l'a incité à se tourner vers l'athlétisme.
En 1902, il s'installe aux Açores où il travaille comme technicien du télégraphe. En 1960, il est invité par le Comité national olympique est-allemand à assister aux Jeux olympiques de Rome. Il est alors l'athlète allemand le plus âgé encore en vie à avoir participé aux Jeux d'Athènes.